# Society and Chaps
Society and Chaps est un film muet américain réalisé par Allan Dwan et sorti en 1912.

## Fiche technique
- Réalisation : Allan Dwan
- Date de sortie : États-Unis : 19 février 1912

## Distribution
- J. Warren Kerrigan : Jack Farleigh
- Pauline Bush : Bessie Evans
- Jack Richardson : Mexican Joe
- Jessalyn Van Trump